# Четыре танкиста и собака
«Четы́ре танки́ста и соба́ка» (пол. Czterej pancerni i pies) — польский чёрно-белый телевизионный сериал, снятый по мотивам одноимённой повести Януша Пшимановского. Сериал, рассчитанный в основном на молодёжную аудиторию, относится к военно-приключенческому жанру и повествует о боевых буднях экипажа танка «Рыжий» и пса по кличке Шарик во время Второй мировой войны.
Премьерный эфир сериала состоялся в 20:00 (по польскому времени) 9 мая 1966 года. Сериал постепенно доснимался и периодически показывался по польскому телевидению с вновь доснятыми сериями в 1966, 1969 и 1970 годах. Во время показа в Польше сериал имел большой успех. По мотивам сериала в школах проводились уроки, в театрах ставились спектакли, организовывались клубы танкистов. 
Не меньшую популярность сериал приобрёл в СССР, ГДР и в других странах соцлагеря. В СССР сериал был впервые показан 12 ноября 1966 года. В зимние школьные каникулы в январе 1967 года сериал был показан опять и затем повторялся в последующие летние и зимние каникулы. Сериал ежегодно демонстрировался в Польше, СССР, и других странах советского блока вплоть до 1989 года.

## Сюжет
По сюжету действие сериала разворачивается во время Второй мировой войны на территории СССР, Польши и Германии, освобождаемых советскими войсками от германских войск.
Сериал рассказывает о военной судьбе танкистов из 1-й Варшавской танковой бригады имени героев Вестерплатте 1-й армии Войска Польского, их танка Т-34-85 с бортовым номером 102, названного экипажем «Рыжий» (пол. Rudy) в честь одной из главных героинь — рыжей русской девушки Маруси по прозвищу «Огонёк» — и восточноевропейской овчарки по кличке Шарик (пол. Szarik).
В состав экипажа танка входят молодой уроженец Гданьска Янек Кос, которого война забросила в Сибирь; силезец Густав Елень, спасшийся от немецкой армии, грузин Григорий Саакашвили, друг Янека по Сибири, и командир танка, потомок польских ссыльных в России Ольгерд Ярош. С ними постоянно находится собака Янека по кличке Шарик. С главными героями общаются другие польские и советские солдаты: польская радистка Лидка Вишневская, безответно влюбленная в Янека; советская медсестра Маруся, в которую в свою очередь влюбляется Янек; водитель Франек Вихура, мечтающий стать механиком танка; и командир пехотного подразделения Черноусов. Бригадой командует полковник, который по-отечески заботится об экипаже танка. Во время битвы под Студзянками к экипажу присоединяется местный крестьянин Чересняк в качестве проводника. Танк «Рыжий» доходит до Варшавы, где сильно повреждается в бою, а экипаж попадает в госпиталь. Выздоровев, танкисты добираются до своего танка в Кашубии. Они узнают, что лейтенант Ярош погиб. Янек становится командиром танка, и к экипажу временно прикомандировывается польский партизан по кличке «Запад». Достигнув Балтийского моря, экипаж выясняет, что этот партизан — пропавший ранее без вести отец Янека. К экипажу присоединяется Томек, сын Черешняка. По пути на запад новый экипаж переживает множество приключений и заводит новых друзей: братьев Лажевских, семью Шавелло, военно-медицинского эксперта прапорщика Зубрика и курсанта Стасько. Густлик влюбляется в польку из Силезии Гонорату. В Берлине танк вместе с сапёром капитаном Павловым участвует в уничтожении ключевого плацдарма у станции метро, добравшись до него через затопленные туннели. Вскоре после этого немцы сдаются, и Янек поднимает польский флаг на Бранденбургских воротах. Вернувшись в Польшу, Янек женится на Марусе, Густлик — на Гонорате, а Григорий — на Лидке.
Янек, Густлик, Григорий, Томаш и Ольгерд, а также их фронтовые товарищи, попадая в различные сложные ситуации, с честью выходят из них, демонстрируя упорство, смелость, умение сражаться, высокие моральные принципы и добрый дружеский юмор. Их враги, немецкие фашисты и простые солдаты вермахта, представлены крайне схематично, и их наличие не направлено на скрупулёзное документальное отображение образа реального врага.

## Основные герои сериала

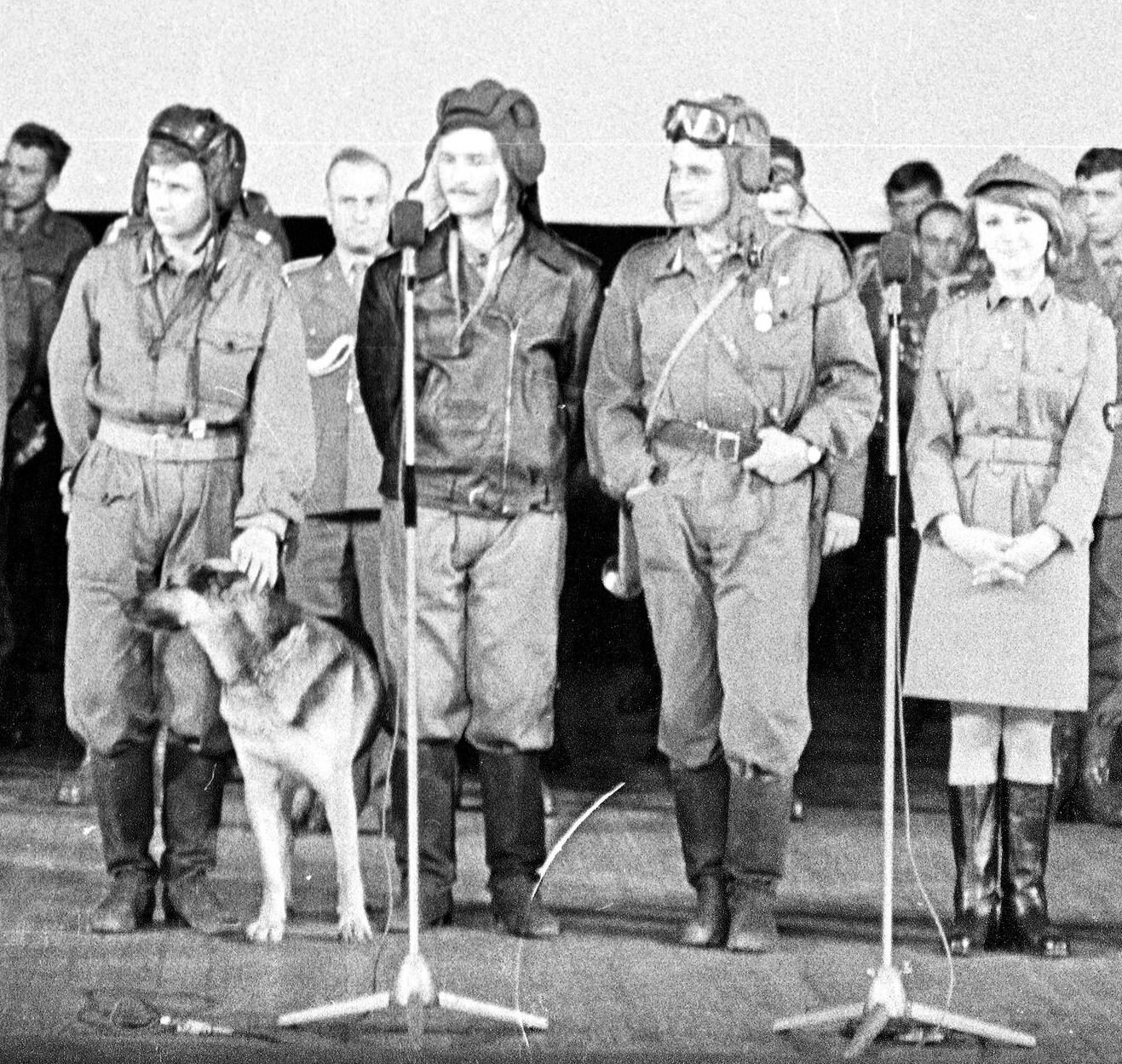
Актёры во время премьеры сериала в Конгресс-холле Дворца культуры и науки (1966 год)

### Экипаж танка «Рыжий»
- Ольгерд Ярош (роль исполняет Роман Вильгельми) — поляк, первый командир «Рыжего», до войны бывший метеорологом. Изначально попал в 1-ю танковую бригаду Войска Польского в качестве инструктора примерно в 1944 году (командиры танков и механики-водители первых экипажей Войска Польского из-за более высоких требований к подготовке по сравнению с другими членами экипажа были в основном приданы из Красной армии). Мужественный и рассудительный офицер, уважаемый всем экипажем. Погиб весной 1945 года неподалёку от Гданьска.
- Ян Кос (Янек; роль исполняет Януш Гайос) — поляк, первый стрелок-радист, после смерти Ольгерда — второй командир «Рыжего». Талантливый командир и отличный снайпер. Расстался в 1939 году со своим отцом во время обороны Вестерплатте. Поиски отца привели Янека на Дальний Восток. Там он жил у охотника Ефима Семёныча, помогал ему, там и познакомился с Григорием. Потом, узнав о формировании польских военных частей, сбежал на фронт вместе со своей собакой Шариком. По молодости лет первоначально получил отказ в зачислении в часть, но проявив смекалку с расчётом на помощь Шарика, сумел завоевать авторитет у набиравших солдат военнослужащих (сержанта Вихуры) и был зачислен. Может быть строгим, однако в целом задорный молодой парень, очень быстро повзрослевший на войне. Влюблён в русскую медсестру Марусю, которую за цвет волос все ласково зовут Огонёк.
- Густав Елень (Густлик; роль исполняет Францишек Печка) — поляк, сначала башнёр (заряжающий), потом наводчик, до войны был кузнецом на заводе «Кузня» в Устроне, в регионе, национально-исторически связанном с Германией — Силезии, которая после захвата Польши была присоединена к Третьему рейху. Сам Густлик имеет родственников-немцев (см. фольксдойче), да и само имя Густав — немецкое. По ходу сюжета всё это подспудно и незримо участвует в установлении атмосферы лояльности к немецкому народу. Призван в вермахт в танковые войска и попал на восточный фронт, где, связав экипаж и захватив танк, перешёл на сторону Красной армии. Обладает необычайной силой. После гибели Ольгерда самый старший в экипаже по возрасту и самый рассудительный. Порой сдерживает от причинения вреда пленным немцам своих товарищей, дабы те не уподобились своим врагам. В результате заводит знакомство с пленным немецким обер-ефрейтором Кугелем, который, не без помощи авторитета своего нового знакомого, станет заместителем коменданта города Ритцен и начнёт его восстанавливать. Влюблён в землячку Гонорату, освобождённую экипажем «Рыжего» из немецкой неволи.
- Григорий Саакашвили, на польский манер его называют Гжесь, уменьшительное от Гжегож (роль исполняет Влодзимеж Пресс) — грузин, механик-водитель; единственный неполяк в экипаже. Жителям Польши представляется уроженцем Сандомира, просто оттого, что устал объяснять, где находится Грузия. Отличается темпераментным грузинским характером. На фоне серьёзных и рассудительных Янека и Густлика выведен простодушным и наивным. Долгое время смущён из-за того, что не может найти себе девушку. Как и все члены экипажа «Рыжего», обладает особым талантом: Григорий — мастер в вождении танка (загоняет танком гвоздь в ствол дерева), и, хотя весь экипаж привязан к своей машине, Саакашвили любит её больше всех. Влюблён в одну из сестёр Боровянок Ханю. Но в конце сюжета судьба связывает его с радисткой танковой бригады Лидкой Вишневской, открывшейся в конце фильма серьёзной девушкой.
- Томаш Черешняк (Томусь, Томек; роль исполняет Веслав Голас) — поляк, второй стрелок-радист, заменивший на этой позиции Янека, позже заряжающий. Неприхотливый, хозяйственный и исполнительный сын крестьянина Черешняка, отправившего сына на войну, поскольку танковая бригада сильно помогла ему. Участник партизанского движения. Его считают глуповатым простаком, и со временем Томаш проявляет бесстрашие, инициативу и самопожертвование. Умеет великолепно играть на гармони.
- Шарик (собака) — крайне смышлёная восточноевропейская овчарка, выращенная Янеком на Дальнем Востоке и ставшая его другом. Пёс не раз выручал экипаж танка, в основном доставляя донесения (однажды — топливный насос), когда танк был в плену или в окружении. Является важным персонажем, поскольку играет в сериале значительную роль. Фактически — пятый член экипажа. В фильме снимались три собаки: на крупных планах запечатлены псы с отличным экстерьером — Спайк и Атака (не очень послушный), тогда как на общих планах фигурирует другой пёс — бывшая полицейская собака по кличке Триммер, хорошо дрессированная и ласковая к людям[2]. При съёмке эпизода, в котором Шарик переплывает Вислу с донесением, в воде рядом с Триммером взорвался пиротехнический заряд и четвероногий актёр чудом остался жив.
- «Рыжий» (танк) — танк с бортовым номером 102, в также с надписью «RUDY» («рыжий» по-польски) и с отпечатками ладоней всех членов экипажа (включая лапу Шарика) на броне — тоже своего рода действующее лицо. По сюжету, это Т-34-76, а потом, после гибели первого танка, его имя переходит к новой машине Т-34-85 (в фильме снимался Т-34-85 — машин ранних модификаций найти почему-то не удалось). «Рыжий» принадлежит взводу управления (бортовые номера машин 102 и 103) 1-го танкового полка 1-й имени Героев Вестерплатте танковой бригады Войска Польского, в которой служат главные герои. Танк «Рыжий», снимавшийся в фильме, в настоящее время хранится в музее бронетанковой техники Учебного центра польских сухопутных войск в Познани. Другой Т-34-85, использовавшийся в качестве дублёра, сегодня находится в Латвии, в частном военном музее в посёлке Свенте под Даугавпилсом. Литые же заводские клейма-номера на башнях Т-34-85 с надписью «RUDY» дают возможность подсчитать, что машин, сыгравших «Рыжего» в двадцать одной серии, насчитывается как минимум девять штук.

### Прочие персонажи
| Актёр                      | Роль                      |
| -------------------------- | ------------------------- |
| Малгожата Немирская        | сержант Лидка Вишневская  |
| Витольд Пыркош             | капрал Франек Вихура      |
| Пола Ракса                 | Маруся «Огонёк»           |
| Тадеуш Калиновский         | полковник Тадеуш          |
| Януш Клосинский            | старшина Черноусов        |
| Януш Палюшкевич            | капитан Баранов           |
| Барбара Краффтувна         | Гонората                  |
| Александр Белявский (СССР) | капитан Иван Павлов       |
| Ханна Скаржанка            | артистка Наталья Скобцова |
| Здзислав Карчевский        | лесник Ефим Семенович     |
| Юзеф Нальберчак            | Фёдор                     |

| Актёр              | Роль                        |
| ------------------ | --------------------------- |
| Томаш Заливский    | Даниэль Лажевский «Магнето» |
| Мечислав Чехович   | сержант Константы Шавелло   |
| Ежи Турек          | Юзек Шавелло                |
| Станислав Ясюкевич | отец Янека Станислав Кос    |
| Тадеуш Фиевский    | отец Томека Черешняк        |
| Ядвига Анджеевская | мать Томека Черешнякова     |
| Роман Сыкала       | польский полковник          |
| Александер Севрук  | советский генерал           |
| Рышард Котыс       | советский сапёр             |
| Януш Пшимановский  | фотограф на свадьбе         |
| Роман Клосовский   | курсант Стасько             |

## Съёмочная группа

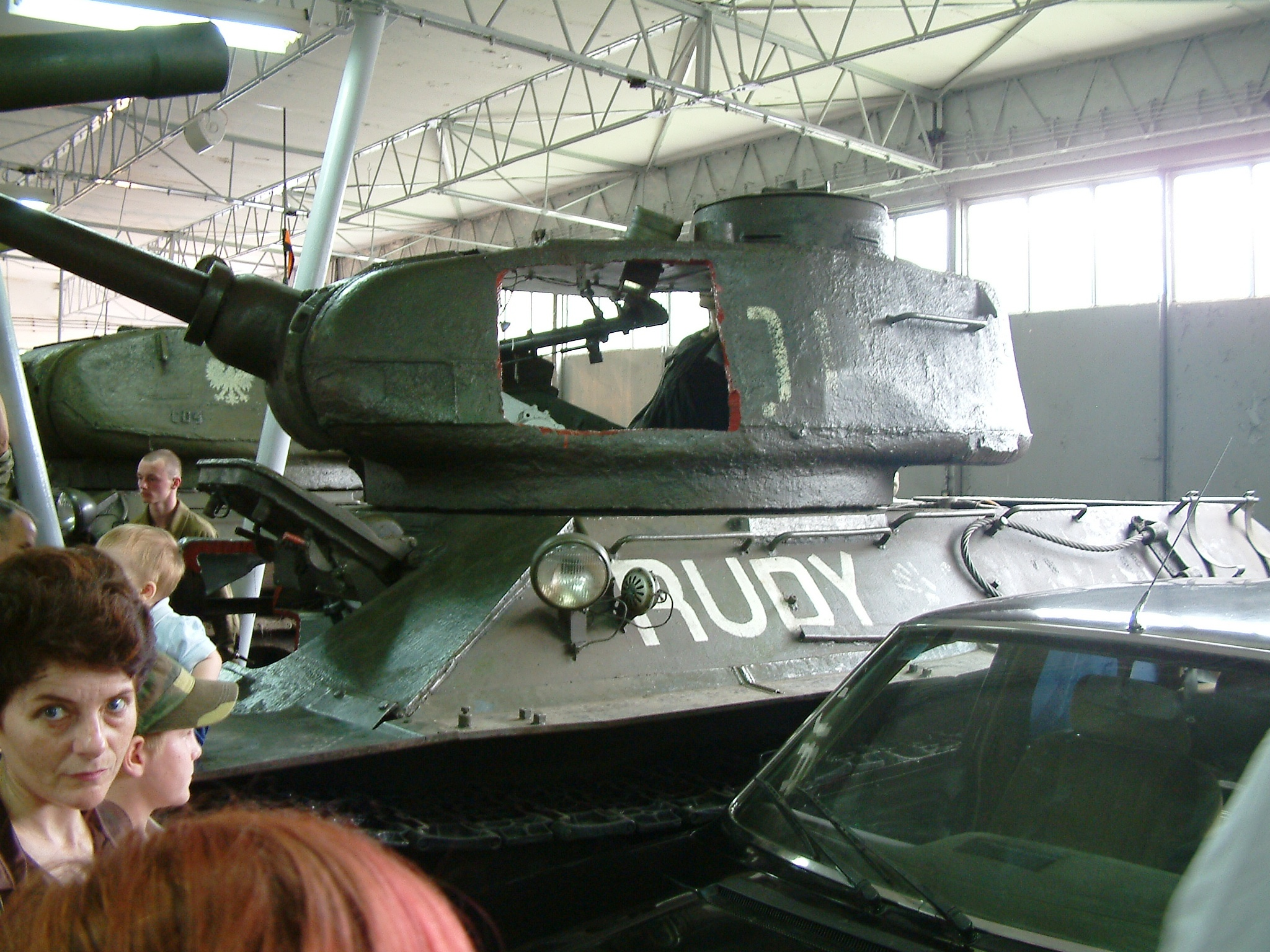
Макет T-34-85, использовавшийся во время съёмок внутри танка. Музей бронетанковых войск в Познани

- Режиссёры:  Конрад Наленцкий (Konrad Nałęcki), Анджей Чекальский (Andrzej Czekalski)
- Сценаристы: Януш Пшимановский (Janusz Przymanowski),  Станислав Воль (Stanisław Wohl), Мария Пшимановская (Maria Przymanowska)
- Операторы: Ромуальд Кропат (Romuald Kropat), Миколай Спрудин (Mikołaj Sprudin)
- Композитор — Адам Валячиньский (Adam Walaciński)
- Автор слов песни «Deszcze niespokojne» — «Беспокойные дожди»: Агнешка Осецка (Agnieszka Osiecka)
- Исполнитель песни «Deszcze niespokojne» — «Беспокойные дожди»: Эдмунд Феттинг (Edmund Fetting)
- Студия — Zespół Filmowy Syrena,  Zespół Filmowy Nike[3]

## Перечень серий и их краткое содержание

### 1966 год
- 1. Экипаж (пол. Załoga). Пятнадцатилетний поляк Янек, живущий на Дальнем Востоке, мечтает попасть на фронт и сражаться, как когда-то его отец. Случайно узнав из газеты о том, что идёт формирование польской дивизии, он отправляется со своей собакой по имени Шарик на призывной пункт и вступает в ряды польской армии. Янек знакомится с Григорием, Густликом, Лидкой и Ольгердом. Чтобы вступить в экипаж Ольгерда, необходимо обладать каким-нибудь особым талантом: Ольгерд умеет предсказывать погоду по облакам, Густлик — невероятный силач, Григорий — виртуозный водитель. Янек может похвастаться лишь меткой стрельбой и собакой.
- 2. Радость и горе (пол. Radość i gorycz). Танковая бригада, в которой служат герои, получает приказ о выступлении на фронт. Во время бомбёжки танк Ольгерда отстаёт от бригады и продолжает свой путь через разрушенные войной городки в надежде догнать её. Жители с ликованием встречают танкистов, но кое-где ещё укрываются недобитые фашисты.
- 3. Где мы — там граница (пол. Gdzie my — tam granica). Переправа танковой бригады через Вислу и первые бои с врагом. Экипаж получает от полковника Тадеуша приказ совершить марш-бросок на передовую и укрепить своим танком оборону пехотинцев сержанта Черноусова на одном из участков фронта. Первая победа над врагом и первая горечь от утраты боевого товарища.
- 4. Собачий коготь (пол. Psi pazur). Экипаж Ольгерда получает приказ поддержать огневой мощью роту капитана Баранова, окружённого в городе Джеве. Стремительным натиском польский танк прорывается в город, но получает повреждение. Шарик выручает друзей, доставив донесение с просьбой о помощи в штаб бригады. В этой серии происходит знакомство Маруси и Янека.
- 5. Рыжий, мёд и награда (пол. Rudy, miód i krzyże). Серия рассказывает в трёх эпизодах о дуэли снайперов и ранении Маруси, «окружении» танка героев злыми пчёлами и награждении экипажей 1-й танковой бригады имени Героев Вестерплатте за успешную операцию под городом Студзянки Крестами Храбрых.. Экипаж даёт своему танку имя «Рыжий» в честь замечательной русской девушки Маруси «Огонёк».
- 6. Мост (пол. Most). Серия рассказывает об ожесточённых боях в пригородах Варшавы. «Рыжий» подбит у моста на Средместье Варшавы, где идёт восстание. Густлик, Гжесь, Янек ранены и встречают Рождество и Новый Год на больничных койках. В госпитале за ними ухаживает Маруся. Признание в любви и первый поцелуй Янека и Маруси.
- 7. На перепутье (пол. Rozstajne drogi). Герои после выздоровления бросаются вдогонку за своей бригадой. В пути они встречают свой разбитый танк и узнают, что их командир Ольгерд Ярош погиб смертью храбрых. Но «Рыжий» снова в строю.
- 8. Берег моря (пол. Brzeg morza). С боями советско-польские войска выбрасывают нацистов с польской земли. Последняя линия обороны врага взломана и «Рыжий» стоит на берегу Балтийского моря. В этой серии Янек встречает отца, которого считал погибшим.

### 1968 год
- 9. Замена (пол. Zamiana). Пан Черешняк отправляет своего сына на войну. Томаш Черешняк — крестьянский сын, сильный, но доверчивый, попадает в состав экипажа танка «Рыжий» и знакомится с его командиром Янеком и остальными ребятами. Польская земля почти освобождена, но война продолжается.
- 10. На пятнадцатой минуте после нечётного часа (пол. Kwadrans po nieparzystej). Серия рассказывает о схватке танкистов с фашистским десантом, в намерения которого входит взорвать стратегически важный мост в тылу советских войск. В деле участвуют экипаж «Рыжего», Лидка и Вихура. Томаш совершает подвиг, спасая мост от взрыва, но никто не замечает этого. Все считают Томаша трусоватым простаком.
- 11. Военный сев (пол. Wojenny siew). Серия рассказывает о погоне героев за отступающим десантом. Фашисты нападают на тыловые обозы, пытают пленных, сжигают дома. Но группа преследования эскадрона польской разведки настигает и уничтожает их. «Рыжий» направляется в город Гданьск, где дислоцируется танковая бригада.
- 12. Форт Ольгерд (пол. Fort Olgierd). Экипаж «Рыжего» и отряд улан под командованием вахмистра Калиты срывают секретную операцию вражеского морского десанта по вывозу с берега Балтийского моря топлива для сверхсекретного оружия Гитлера. Плечом к плечу с бойцами Войска Польского проливает кровь бывший уланский ротмистр, томившийся в немецком плену с 1939 года и вернувшийся из него на родину.
- 13. Пари со смертью (пол. Zakład o śmierć). Серия рассказывает о трагическом происшествии с танком «Рыжий», случившемся на переправе через Одер при вступлении на немецкую землю. Во время наступления герои вместе со своим танком попадают в плен к фашистам. Янек отправляет Шарика к Марусе. Немцы до последних дней разрабатывают противотанковые снаряды и испытывают их на трофейных танках, ведомых пленными экипажами. После смертельной схватки героям удается вырваться из плена. Уйти им помогает немецкий капитан, оказавшийся советским разведчиком. Но «Рыжий» подбит — снаряд 88-мм зенитного орудия FlaK 18 срывает ему башню.
- 14. Над шлюзом (пол. Czerwona seria). Спасшись в разбитом танке, Янек и его команда пробираются на шлюз, охраняемый немцами. Герои выясняют, что шлюз заминирован и должен быть взорван во время контрнаступления советских войск, чтобы его сорвать. Томаш отправляется через линию фронта, чтобы сообщить об этом своим, а Янек, Густлик и Гжесь остаются оборонять шлюз.
- 15. Высокая волна (пол. Wysoka fala). Серия рассказывает о контрнаступлении советско-польских войск на город Рицен и его падении. Обороняющие шлюз танкисты взрывают его раньше, чем планировали фашисты, тем самым замедляя спешное отступление врага и давая возможность на его плечах ворваться в город советским и польским отрядам. Янек, Густлик, Гжесь, Томаш, Маруся и сержант Черноусов встречаются в захваченном городе.

### 1970 год
- 16. Дальний дозор (пол. Daleki patrol). Серия рассказывает о вылазке польской танковой разведки в тыл противника. Главные герои получают новый танк и спасают бежавшего узника концлагеря при заводе по производству бронебойных снарядов около города Крейцбурга, от которого узнают о готовящейся нацистами расправе над заключёнными. Лучшие «во всей Польше танкисты» получают очередное спецзадание: группе под командованием поручика Козуба необходимо захватить мост через Гавельканал и удержать его до подхода наступающих войск. Но теперь задача меняется — важнее помочь готовящемуся в концлагере восстанию. Взвод мотоциклистов, «Рыжий» и ещё два танка совершают рейд по тылам противника, уничтожая вражеские посты и заслоны. Героям удаётся выполнить обе задачи. Дорогу к лагерю показывает старый немец, уставший от войны, а найти переправу помогает работавшая прислугой у немецкого генерала полька Гонората.
- 17. Клин (пол. Klin). Серия рассказывает о чудесном спасении Густликом своей возлюбленной Гонораты. При этом он успешно обороняет захваченный мост от авангарда фашистской дивизии, вклинившейся в оборону советско-польских войск. К нему на выручку приходят «Рыжий» и взвод мотоциклистов хорунжего «Магнето» Лажевского. Полковник Тадеуш приказывает экипажу танка «Рыжий» отправляться в Берлин.
- 18. Кольца (пол. Pierścienie). Герои добираются до пригородов Берлина и вступают в уличные бои с фашистами. К пробирающемуся по разрушенным улицам танку примыкают разрозненные группы пехотинцев. Стремительной атакой отряд выбивает врага с проспекта пригорода. Погибает Магнето, на его место встаёт младший брат подхорунжий Задра. В этой серии Густлик дарит Гонорате в качестве обручального кольца гайку и называет своей невестой.
- 19. Тиргартен (пол. Tiergarten). Серия рассказывает о продолжении боёв за Берлин 1 мая 1945 года. Экипажу «Рыжего» при поддержке пехоты необходимо захватить важные позиции, на которых укрепились немцы, в частности дом и станцию метро. Танкисты во главе с Янеком придумывают хитрый план, как подобраться незамеченными к немцам через затопленный тоннель метро и поддержать атаку своих частей с другой стороны, заложив в метро взрывчатку с помощью русского минёра Ивана Павлова.
- 20. Ворота (пол. Brama). Серия рассказывает о последних боях в Берлине. «102-й» с экипажем едет в составе колонны к Бранденбургским воротам, где Янек встречает Марусю, вместе с несколькими другими товарищами получает офицерское звание и выполняет обещание отвезти фуражку раненого ротмистра в Берлин. Полковник Тадеуш получает звание генерала. Германия выбрасывает белый флаг.
- 21. Дом (пол. Dom). Серия рассказывает о последних днях войны. Герои ожидают капитуляции Германии и встречаются с американцами. Они решают навестить Павлова, назначенного комендантом близлежащего города и впоследствии помогают ему спасти этот город от разрушения. Павлова убивает молодой немец. Но впереди у Янека, Густлика, Гжеся, Томаша и их друзей — новая, мирная жизнь. В экипаже «Рыжего» две свадьбы: у Янека и Маруси и у Густлика и Гонораты. Гжесь решает жениться на Лидке.

## Музыкальная тема сериала
Песня, звучащая в начале каждой серии, называется «Баллада о танкистах» (пол. Ballada o pancernych). В сериале звучит не полностью, так как произведение состоит из трёх куплетов, а в фильм вошли два куплета — второй и третий. Текст написан Агнешкой Осецкой, музыка — Адамом Валячиньским, исполняет Эдмунд Феттинг. Известна также по первым словам «Deszcze niespokojne» («Беспокойные дожди»). Значительную часть музыкального оформления сериала составляют мелодии, основанные на этой композиции.
В сериале звучат две версии песни: первая появляется в начальных титрах I сезона, а также в последних сценах эпизода 8 «Берег моря»; вторая звучит в начальных титрах II и III сезонов.

## Сериал после 1989
В 1995 году в результате голосования сериал был признан в Польше самым популярным польским сериалом.
Первые известные протесты против показа сериала исходили от Ежи Буковского, вице-председателя ветеранской организации «Porozumienia Organizacji Kombatanckich i Niepodległościowych». Им было направлено два письма в адрес совета польского телевидения (компании TVP). В июле 2006 года представитель TVP Даниэль Яблонский ответил на письмо Буковского, сообщив, что компания не намеревается в ближайшее время демонстрировать фильмы, очерняющие историческое прошлое Польши. Запрет передавать фильм в эфир наложил Бронислав Вильдштейн (в то время председатель польского телевидения), сказав, что это может быть сделано «только через его труп». Запрет вызвал волну негативных комментариев в СМИ России и Украины и стал широко обсуждаемым событием в русскоязычном сегменте интернета. В феврале 2007 года Бронислав Вильдштейн был снят с занимаемой должности за поведение, «противоречащее журналистской этике»: Вильдштейн опубликовал около 240 тыс. фамилий людей, которые могли сотрудничать со спецслужбами Польши в годы коммунистического режима в качестве штатных сотрудников, осведомителей и лиц, которых пытались завербовать. После увольнения Вильдштейна в 2007 году показ сериала был возобновлён, в частности, сериал демонстрировался телезрителям в марте 2008 по польскому каналу TVP2, а также в июле 2025 года по польскому каналу Stoplatka.
В 2000-х годах в России сериал вышел на DVD-дисках. Был сделан новый перевод, более точный, но отличающийся от «советского» в исполнении Александра Белявского.

## Память о сериале

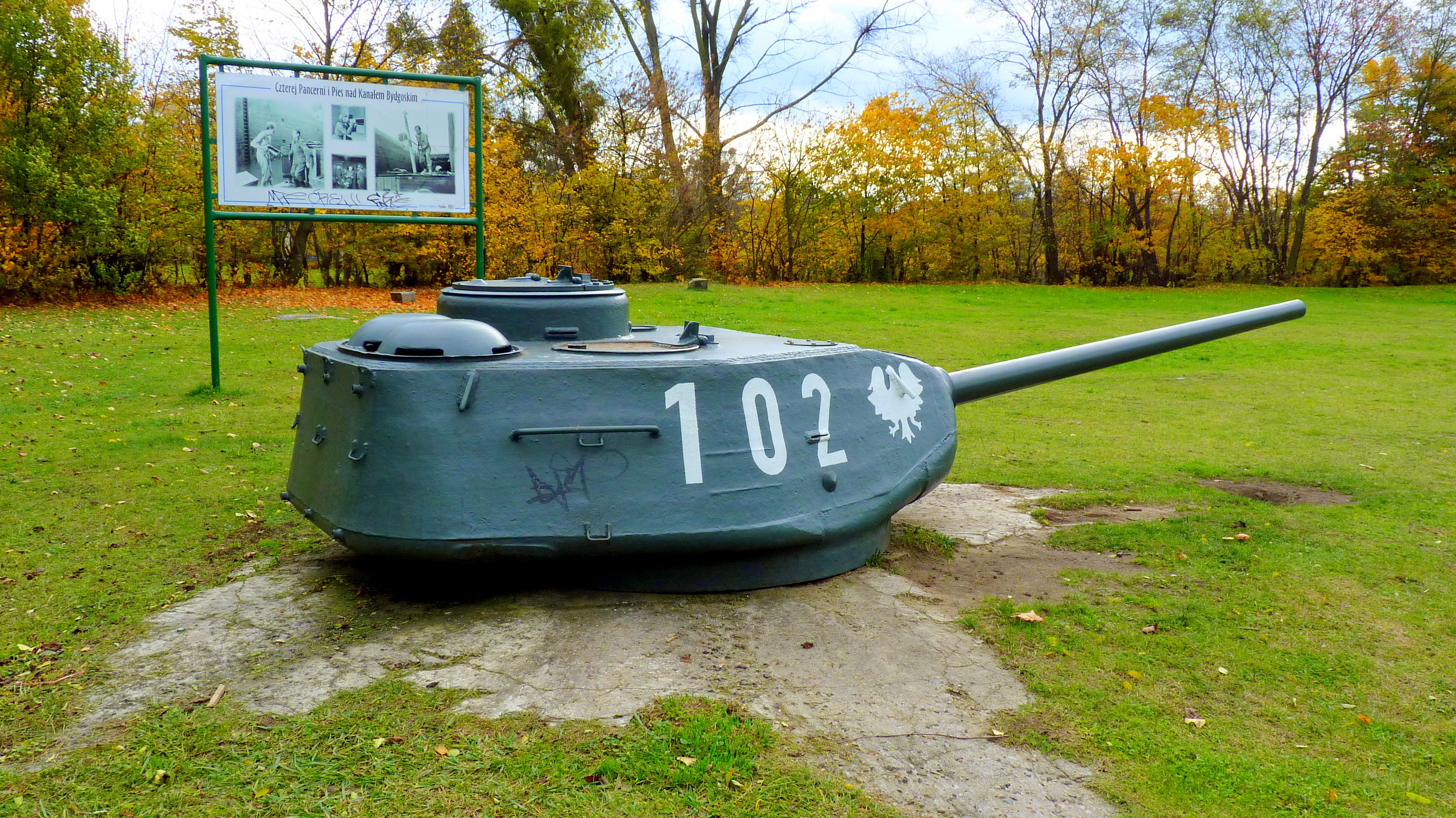
Башня танка в Быдгоще

- В деревне Бяла-Ныска одна из улиц называется Четыре танкиста.
- В Быдгоще, у одного из шлюзов на Быдгощском канале — в том месте, где в 1969 году снимали одну из серий сериала, стоит танковая башня с номером 102.
- В Торуне есть улица Танковая и прилегающие к ней улицы: Густлика, Шарика, Гонораты и Рыжего.
- В мае 2024 года, во время военных учений в Эстонии, один из польских танков носил название Rudy 102 в память о танке из сериала[8].